# Gonuris leonnatus
Gonuris leonnatus là một loài bướm đêm trong họ Noctuidae.